# Boreostiba frigida
Boreostiba frigida är en skalbaggsart som först beskrevs av J. Sahlberg 1880.  Boreostiba frigida ingår i släktet Boreostiba och familjen kortvingar. Enligt den finländska rödlistan är arten nära hotad i Finland. Artens livsmiljö är fjällhedar. Inga underarter finns listade i Catalogue of Life.